# NGC 2507
NGC 2507是位于巨蟹座的一个星系。它的赤经为 8h 1.6m，赤纬为 15° 43′，大小 2.5′。 